# Žirče
Žirče (Servisch cyrillisch Жирче) is een plaats in de Servische gemeente Tutin. De plaats telt 370 inwoners (2002).